# Danmarks historie (dokumentarfilmserie)
 For alternative betydninger, se Danmarks historie (flertydig). (Se også artikler, som begynder med Danmarks historie)
Danmarks historie er en dokumentarfilmserie, bestående af 15 DVD'er, der hver rummer 15 "kapitler" (plus 1-3 kapitler som bonusmateriale). Serien er produceret af produktionsselskabet Substanz. Serien dækker Danmarks historie fra 1896 til 1993.

## "Kapitler"
| Nr. | Titel                                                        | Varighed |
| --- | ------------------------------------------------------------ | -------- |
| 1 | "Danmarks historie 1: 1896-1918 Danmark bliver moderne"      | 105 min  |
| 1896-1918: Et søvnigt Danmark vågner op til en ny verden fuld af fantastiske muligheder. Lærredet og luften erobres. Frisind, motorstøj, gullaschbaroner og valgret til kvinder. Duel og parlamentarisme. Asta bliver filmstjerne, og Emma sætter tonen.                                                     |                                                              |          |
| 2 | "Danmarks historie 2: 1919-1929 Det nye land"                | 89 min   |
| 1919-1929: Sønderjylland genforenes med Danmark, men de økonomiske følger af verdenskrigen er alvorlige. |                                                              |          |
| 3 | "Danmarks historie 3: 1930-1934 Sammenhold i krisetid"       | 96 min   |
| 1930-1934: Danskerne gør fælles front mod den økonomiske verdenskrise og fascismens fremmarch. |                                                              |          |
| 4 | "Danmarks historie 4: 1935-1939 Mørke skyer truer"           | 91 min   |
| 1935-1939: Mens truslen om en ny verdenskrig vokser, forholder Danmark sig afventende. |                                                              |          |
| 5 | "Danmarks historie 5: 1939-1942 I krigens skygge"            | 98 min   |
| 1939-1942: Regeringen holder sig på god fod med besættelsesmagten for at bevare det danske folkestyre. |                                                              |          |
| 6 | "Danmarks historie 6: 1943-1945 Folket vågner til kamp"      | 91 min   |
| 1943-1945: Stadig flere danskere gør modstand mod besættelsesmagten, og samarbejdspolitikken bryder sammen. |                                                              |          |
| 7 | "Danmarks historie 7: 1946-1949 Nye forbindelser"            | 86 min   |
| 1946-1949: Efter befrielsen må Danmark nødtvungent vælge side i en ny verdensorden. Frihed med rationering, lynchstemning og et besat Bornholm. Kongen er død - kongen leve. SAS, sortbørs og stof i lange baner. Marshallhjælp og ministermøder. Påskekrise, kvinder med pibekrave og en kriminel edderkop. |                                                              |          |
| 8 | "Danmarks historie 8: 1950-1955 Mod bedre tider"             | 97 min   |
| 1950-1955: Alliancelandet Danmark opruster til Den Kolde Krig - og får en kvindelig tronfølger. |                                                              |          |
| 9 | "Danmarks historie 9: 1955-1959 Det lysner i det lille land" | 93 min   |
| 1955-1959: Økonomien får en optur, og drømmen om en dansk velfærdsstat kan omsættes til virkelighed. |                                                              |          |
| 10 | "Danmarks historie 10: 1960-1964 Forbrugsfest"               | 88 min   |
| 1960-1964: Gode tider bliver bedre, men frygten for atomkrig lurer under overforbruget. |                                                              |          |
| 11 | "Danmarks historie 11: 1965-1969 Oprør"                      | 91 min   |
| 1965-1969: Ungdommen gør op med det kapitalistiske, autoritære samfund, mens forældrene tager på charterferie. |                                                              |          |
| 12 | "Danmarks historie 12: 1970-1975 I fællesskab"               | 84 min   |
| 1970-1975: Jordskredsvalg. |                                                              |          |
| 13 | "Danmarks historie 13: 1975-1979 På afgrundens rand"         | 91 min   |
| 1975-1979: Regeringen forsøger uden held at bremse nedturen, mens kvindekampen raser. |                                                              |          |
| 14 | "Danmarks historie 14: 1980-1986 Klaphat og kartoffelkur"    | 94 min   |
| 1980-1986: Danskerne kommer på en skrap økonomisk kur, mens Den Kolde Krig atter blusser op. |                                                              |          |
| 15 | "Danmarks historie 15: 1986-1993 Mod Europa med forbehold"   | 92 min   |
| 1986-1993: Et splittet Danmark siger først nej, så ja til EU - men vinder EM i fodbold. |                                                              |          |